# محمد السياني
محمد عبد الله السـيَّاني من مواليد 1963، صنعاء، سياسي وأكاديمي ونقابي يمني، يشغل حاليًا منصب عضو مجلس الشورى اليمني (الغرفة الثانية للبرلمان اليمني) بدرجة وزير فاعل وعضو الكتلة البرلمانية لحزب المؤتمر الشعبي العام في المجلس منذ 2011. كما شغل من قبل عدة مناصب رفيعة منها عضو اللجنة العليا للانتخابات والاستفتاء ورئيس الهيئة العليا للتخطيط واللوجيستك لمدة عشر سنوات (من 2001 حتى استقالته في نهاية عام 2010). وفي الجانب الأكاديمي أسس كلية العلوم الإدارية ونظم المعلومات بجامعة ذمار وشغل منصب عميد الكلية، ورئيس نقابة أعضاء هيئة التدريس بالجامعة. له عدة مؤلفات، أحدها منشور باللغة الألمانية.

## المهام والوظائف السابقة
- عضو في مؤتمر الحوار الوطني اليمني عام 2012 بصفة مقرر للفريق الأكاديمي المساند لممثلي حزب المؤتمر الشعبي العام في مؤتمر الحوار ضمن محور "بناء الدولة".
- في العام 2013 وجه رسالة لرئيس الجمهورية عبد ربه منصور هادي والأحزاب السياسية اليمنية حذر فيها من اجراء الانتخابات بسجل ناخبين جديد نظراً لأسباب سياسية وأمنية وفنية.
- عمل استشاري ونظیر لرئیس الخبراء الألمان بمركز المعلومات بمكتب رئاسة الجمهورية، ومنسق عام للشؤون الاقتصادية والاجتماعية بین مركز المعلومات والدائرة الاقتصادية في المكتب، كما شغل منصب عميد كلية العلوم الإدارية بجامعة ذمار 2000-2002 ورئيس النقابة العامة لأعضاء الهيئة التدريسية والموظفين في جامعة ذمار 1998-2003.
- خبير دولي في النظم الانتخابية والعمليات الانتخابية، حيث شارك في تدريب رئيس وأعضاء المفوضية العليا المستقلة للانتخابات العراقية الأولى في مكسيكو سيتي بالمكسيك 2004 والثانية في نيودلهي، الهند 2006، كما شارك في العديد من المؤتمرات العلمية وورش العمل الدولية في تونس والقاهرة والكويت وجاكرتا وبرلين وفيينا ونيوزيلاندا.

## المؤهلات العلمية
- حاصل على الدكتوراه في علوم الدولة - تخصص إدارة اقتصادية - من جامعة كاسل - المانيا عام 1996.
- حاصل على الماجستير دبلوم الاقتصاد من جامعة كاسل، ألمانيا، عام 1991..
- حاصل على دبلوم الاقتصاد الهندسي (الهندسة الصناعية) من جامعة كارلسروِه للعلوم التطبيقية، كارلسروِه المانيا، عام 1989.

## من مؤلفاته
Privatisierung als politik der Entstaatlichung und Systemtransformation, Published by Peter Lang, Frankfurt am Main, Bern, Berlin, 1997. ISBN 10: 3631324138ISBN 13: 9783631324134.
- إدارة الإنتاج، صنعاء، 2000، مطابع الكتاب المدرسي. تصنيف 658.0 المكتبة المركزية، جامعة صنعاء.

## روابط أخرى
صعده برس: الرسالة الموجهة من الدكتور السياني لرئيس الجمهورية واللجنة العليا للانتخابات والأحزاب السياسية
المركز الوطني للمعلومات: مؤتمر صحفي
أخبار اليوم: مشاركة يمنية في مؤتمر دولي حول إدارة الانتخابات
نشوان نيوز: تصريح إعلامي للدكتور السياني-عضو اللجنة العليا للانتخابات
المصدر أونلاين: دراسة حديثة للدكتور السياني:"القائمة النسبية "ستحدث إنشقاقات حزبية.. والمشترك: نريدها وإن مسنا الضر..!!
جريدة الرياض: صنعاء: ابن شملان يرفض مباركة الانتخابات احتجاجاً على الخروقات
المؤتمر نت: (منظمة إيفس للنظم الانتخابية ) تعبر عن ارتياحها للإجراءات الفنية الخاصة بجداول الناخبين
وكالة سبأ: الانتخابات البعثة الأوروبية لمراقبة الانتخابات تطلع على التحضيرات للانتخابات